# Austrolebias nioni
Austrolebias nioni is een straalvinnige vissensoort uit de familie van de killivisjes (Rivulidae). De wetenschappelijke naam van de soort is voor het eerst geldig gepubliceerd in 1997 door Berkenkamp, Reichert & Prieto. Ze komen voor in Zuid-Amerika.